# Бершадский сахарный завод
Бершадский сахарный завод — предприятие пищевой промышленности в городе Бершадь Бершадского района Винницкой области Украины, прекратившее своё существование.

## История

### 1827 - 1917
Небольшой сахароваренный завод, построенный в 1827 году в местечке Бершадь Ольгопольского уезда Подольской губернии Российской империи стал одним из первых предприятий сахарной промышленности на территории Подольской губернии. Сырьём для производства сахара являлась сахарная свекла.
После пожара в 1872 году завод был модернизирован и объемы производства сахара были увеличены, однако условия труда на предприятии оставались тяжёлыми. В 1879 году все рабочие завода устроили забастовку.
В 1906 году рабочие сахарного завода принимали участие в событиях первой русской революции.
Перед началом первой мировой войны численность рабочих завода составляла свыше 500 человек.
После Февральской революции на заводе был создан заводской комитет, члены которого участвовали в работе съезда представителей работников сахарных заводов Ольгопольского уезда, проходившего в августе 1917 года. На съезде был создан районный комитет профсоюза трудящихся сахарных заводов, местом постоянного пребывания которого стала Бершадь.

### 1918 - 1991
В январе 1918 года в Бершади была провозглашена Советская власть, однако практически сразу же городок был оккупирован австро-немецкими войсками (которые оставались здесь до ноября 1918 года). При содействии местных пособников, оккупанты реквизировали и вывезли с сахарного завода 50 тыс. пудов сахара.
В дальнейшем город оказался в зоне боевых действий гражданской войны и власть здесь несколько раз менялась.
После окончания войны завод был передан в управление совету народного хозяйства, восстановлен и реконструирован.
В ходе Великой Отечественной войны 29 июля 1941 года Бершадь оккупировали немецко-румынские войска. С приближением к населённому пункту линии фронта оккупанты разграбили завод - оборудование было вывезено, а склады и механические мастерские - разрушены. 14 марта 1944 года советские войска освободили Бершадь.
Восстановление сахарного завода проходило под руководством коммуниста К. П. Казимирова, и после четырёх с половиной месяцев напряжённого труда, в октябре 1944 года завод возобновил переработку сахарной свеклы и выпуск сахара. До конца года было произведено 200 тыс. пудов сахара. За эти достижения завод получил премию народного комиссариата пищевой промышленности СССР и ВЦСПС.
После запуска в 1960 году построенной при заводе электростанции технологические процессы были автоматизированы и завод был преобразован в Бершадский сахарный комбинат мощностью свыше 2 млн. тонн сахара в год.
В 1971 году комбинат являлся крупнейшим предприятием Бершади, в это время общая численность работников предприятия составляла свыше 600 человек.
Предприятие оказывало шефскую помощь колхозу «Перемога» села Поташни. Кроме того, рабочие участвовали в работах по озеленению и благоустройству города (в частности, на заводской территории собственными усилиями был высажен фруктовый сад, разбиты клумбы с цветами, установлен небольшой фонтан).
В целом, в советское время сахарный комбинат входил в число ведущих предприятий райцентра, на его балансе находились объекты социальной инфраструктуры.

### После 1991
После провозглашения независимости Украины комбинат перешёл в ведение Государственного комитета пищевой промышленности Украины и был переименован в Бершадский сахарный завод. В дальнейшем, государственное предприятие было преобразовано в открытое акционерное общество.
В апреле 1999 года арбитражный суд Винницкой области возбудил дело о банкротстве завода. 
3 июня 1999 года Кабинет министров Украины передал завод в управление облгосадминистрации Винницкой области. 22 апреля 2003 года завод был признан банкротом и началась процедура его ликвидации.
Позднее в здании бывшего сахарного завода наладили выпуск газобетона.